# 林修 (実業家)
林 修（はやし おさむ、1927年1月16日 - ）は、日本の経営者。近鉄百貨店社長、会長を務めた。

## 経歴
愛媛県周桑郡小松町出身。1949年に拓殖大学専門部を卒業し、1950年に近畿日本鉄道に入社。1972年6月に近鉄百貨店に転じ、1978年5月に取締役に就任し、1983年3月に常務、同年5月に専務を経て、1986年1月に社長に就任。社長時代には、阿倍野本店と奈良店の増床などの大型プロジェクトを推進した。1993年5月に取締役相談役を経て、1995年5月に相談役に就任。